# Nierenwurm
Der Nierenwurm oder Riesennierenwurm (Dioctophyme renale, Syn.: Dioctophyma renale) ist ein parasitischer Fadenwurm, dessen adulte Form die Nieren und gelegentlich auch die Bauchhöhle von Säugetieren befällt.
Es handelt sich um einen der größten bekannten parasitischen Nematoden bei Säugetieren: Weibliche Tiere können bei einem Durchmesser von 10 bis 12 mm Längen von über einem Meter erreichen. Der Parasit befällt vor allem Raubtiere wie Hunde und Marderartige, ein Befall des Menschen ist heute selten. Ein Nierenwurmbefall führt normalerweise zur Zerstörung einer oder beider Nieren des Wirts.

## Geschichte
Die Erstbeschreibung des Nierenwurms erfolgte im Jahr 1782 durch Johann August Ephraim Goeze, der den Wurm in der Niere eines Hundes entdeckte. Die Art gehört zur Familie Dioctophymidae und der Gattung Dioctophyme, wobei lange auch die Schreibung Dioctophyma verwendet wurde. 1987 legte die International Commission on Zoological Nomenclature den Gattungsnamen Dioctophyme als verbindlich fest.

## Verbreitung
Der Nierenwurm ist weltweit verbreitet, kommt aber in Afrika und Ozeanien seltener vor als in der übrigen Welt. Seine hauptsächlichen Endwirte sind fischfressende Säugetiere, darunter Nerze und Haushunde.
Der Parasit ist vor allem in der gemäßigten Klimazone verbreitet. Nerze sind die häufigsten Endwirte, wobei der Befall lokal häufiger auftreten kann, insbesondere in Teilen der kanadischen Provinz Ontario und im US-Bundesstaat Minnesota. In diesen Regionen können bis zu 50 % der Elritzen Träger des Parasiten sein. Ein Befall des Menschen ist sehr selten; am häufigsten kommt der Nierenwurm beim Menschen rund um das Kaspische Meer vor, wobei die höchste Prävalenz im Iran erreicht wird.
2003 wurden in sechs menschlichen Koprolithen aus der jungsteinzeitlichen Pfahlbausiedlung Arbon-Bleiche 3 im Kanton Thurgau in der Schweiz Eier des Nierenwurms nachgewiesen. Die Funde wurden auf 3384–3370 v. Chr. datiert. Dies legt den Schluss nahe, dass Nierenwurmbefall durch den Verzehr von Fischen in diesem Zeitraum wahrscheinlich häufiger vorkam, da vermutlich unzureichende Gartechniken verwendet wurden.

## Morphologie

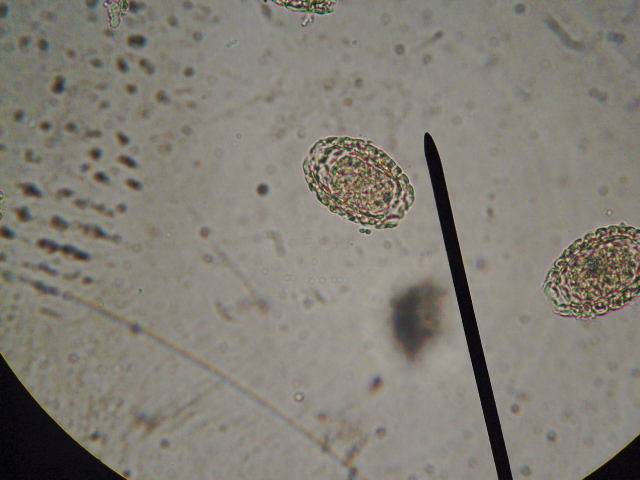
Eier des Nierenwurms unter dem Mikroskop

Der Nierenwurm besitzt einen ausgeprägten Geschlechtsdimorphismus. Adulte männliche Tiere erreichen bei einem Durchmesser von 5–6 mm eine Länge von 20–40 cm, wohingegen adulte weibliche Tiere bei einem Durchmesser von 10–12 mm eine Länge von bis zu 103 cm erreichen können. Beide Geschlechter sind hellrot und an beiden Enden spitz zulaufend. Männliche Würmer besitzen an ihrem Hinterende eine Bursa, mittels derer sie sich bei der Paarung an die weiblichen Würmer anheften können.
Die Eier des Nierenwurms sind oval, zum Zeitpunkt der Ausscheidung nicht embryoniert, von gelbbrauner Färbung und haben eine Länge von 60–80 μm bei einem Durchmesser von 39–47 μm. Sie weisen eine charakteristische dicke Hülle auf. Ihre Oberfläche ist abgesehen von den Enden rau.

## Lebenszyklus

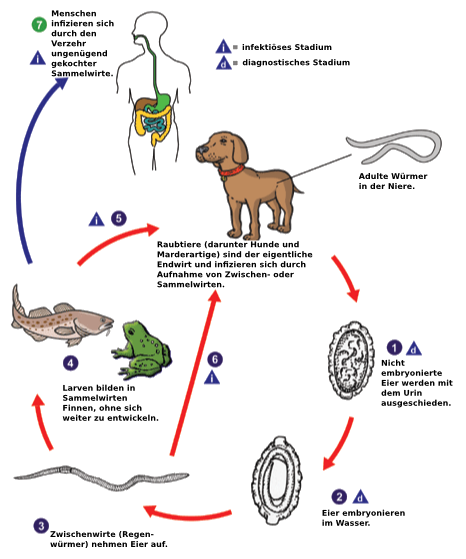
Lebenszyklus des Nierenwurms

Adulte Nierenwürmer befallen typischerweise die rechte Niere des Endwirts, wo sie sich paaren. Die weiblichen Tiere legen danach Eier, die mit dem Urin ausgeschieden werden. Im Wasser embryonieren diese Eier nach 15 bis 100 Tagen. Die Eier werden von im Wasser lebenden Wenigborstern aufgenommen (darunter auch der Regenwurm), die als Zwischenwirte fungieren. Im Zwischenwirt schlüpfen die Wurmlarven und häuten sich bis zur Larve 3. Die Larven können sich danach in verschiedenen Sammelwirten anreichern, die sich von solchen Wenigborstern ernähren, wobei vor allem Fische und Amphibien eine Rolle spielen.
Nimmt nun ein Säugetier einen infizierten Zwischen- oder Sammelwirt auf, so dringen die Larven in die Darmwand ein und wandern in die Leber, wo sie für ungefähr 50 Tage verbleiben. Danach wandern sie in die Nieren (typischerweise in die rechte Niere), wo sie ins Nierenbecken eindringen und sich dort paaren. Nierenwürmer können innerhalb der Niere bis zu fünf Jahre lang überleben und zerstören das Organ dabei. Gelegentlich können sie die Niere dabei auch perforieren und in die Bauchhöhle wandern.
Hauptsächlicher Endwirt des Nierenwurms ist der Nerz. Daneben können auch weitere Raubtiere wie Wölfe, Kojoten, Füchse, Hunde, Wiesel, Waschbären und Bären als Endwirte fungieren. Der Nierenwurm kann auch Menschen befallen, wobei die Infektion meistens durch Verzehr nicht genügend gekochter Süßwasserfische oder Frösche erfolgt.
Als Erregerreservoir spielt in der Praxis vor allem der Nerz eine Rolle, aber jeder mögliche Endwirt kann die Eier mit dem Urin ausscheiden und so zur Infektionsquelle werden.

## Klinik
Ein Befall mit dem Nierenwurm führt zu wenig spezifischen Symptomen, darunter typischerweise Hämaturie und Schmerzen in der Lendengegend; zusätzlich kann es durch das Eindringen des Wurms in den Harnleiter zu Nierenkoliken kommen. In den meisten Fällen ist nur eine Niere befallen, die durch fibrotische Veränderungen zerstört wird. Ein beidseitiger Befall kann zum Tod durch Nierenversagen führen.
Im Blutbild kann oft Eosinophilie nachgewiesen werden. Befinden sich Würmer beiderlei Geschlechts in derselben Niere, so kommt es zur Ausscheidung von Eiern im Urin, deren Nachweis diagnostisch ist. Oft wird die Diagnose aber auch zufällig anlässlich einer Ultraschalluntersuchung oder einer Computertomographie gestellt.
Beim Menschen existiert keine standardisierte Behandlung des Nierenwurmbefalls. Meist werden die Würmer chirurgisch entfernt, je nach deren Zustand auch die befallene Niere (Nephrektomie). Diese Behandlung ist auch in der Veterinärmedizin üblich. Zudem existiert eine Fallbeschreibung einer erfolgreichen medikamentösen Behandlung mit Ivermectin bei einem Menschen mit Nierenwurmbefall.